# Вершино-Кам'янка
Верши́но-Ка́м'янка — село в Україні, у Новгородківській селищній громаді Кропивницького району Кіровоградської області. Населення становить 1238 осіб. Колишній центр Вершино-Кам'янської сільської ради.

## Історія
У 1754-59 й 1761-64 роках село входило до складу Новослобідського козацького полку.
Станом на 1886 рік у селі Верблюзької волості Олександрійського повіту Херсонської губернії мешкало 4018 осіб, налічувалось 748 дворових господарств, існували православна церква, школа та 10 лавок.

## Населення
Згідно з переписом УРСР 1989 року чисельність наявного населення села становила 1468 осіб, з яких 644 чоловіки та 824 жінки.
За переписом населення України 2001 року в селі мешкало 1237 осіб.

### Мова
Розподіл населення за рідною мовою за даними перепису 2001 року:
| Мова       | Відсоток |
| ---------- | -------- |
| українська | 96,04 %  |
| молдовська | 1,62 %   |
| російська  | 1,45 %   |
| білоруська | 0,65 %   |
| угорська   | 0,16 %   |

## Персоналії
- Мішуровський Віктор Васильович (1957) — народився в Вершино-Кам'янці, член Національної спілки художників України з 1992 р., працює у галузі станкового живопису.